# Мехнатобод (імені Мір Саїда Алії Хамадоні район)
Мехнатобо́д (тадж. Меҳнатобод) — село у складі Хатлонської області Таджикистану. Адміністративний центр Мехнатободського джамоату району імені Мір Саїда Алії Хамадоні.
Назва означає благоустроєний завдяки праці.
Село знаходиться на річці Чубек.
Населення — 6145 осіб (2010; 6611 в 2009).